# Villanueva de Guadamejud
Villanueva de Guadamejud és un municipi de la província de Conca, a la comunitat autònoma de Castella-La Manxa.

## Població
El poble presenta de coves, algunes llaurades a mà i altres d'origen natural, que són utilitzades pels habitants per a la fabricació artesanal de vi.
És una petita població rural el nombre d'habitants es redueix a l'hivern i s'incrementa a l'estiu, en funció de la presència de persones que van emigrar del mateix i tornen periòdicament.
Presenta un modest desenvolupament del turisme rural, amb una casa rural, un alberg i un bar.
El patrimoni cultural del poble el forma l'Església de Sant Pere Advíncula y el Castell d'Ahmed Hud.

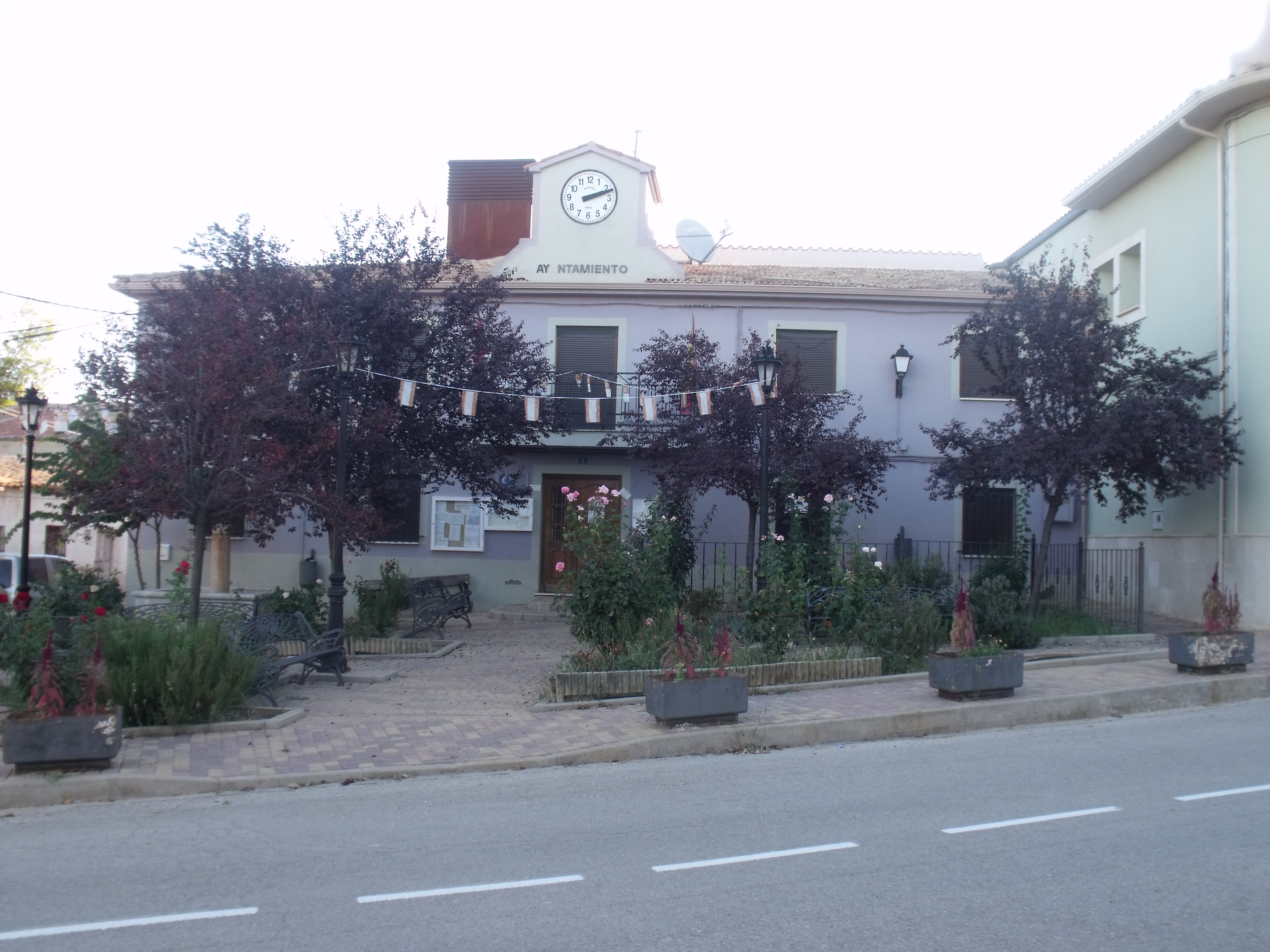
Ajuntament
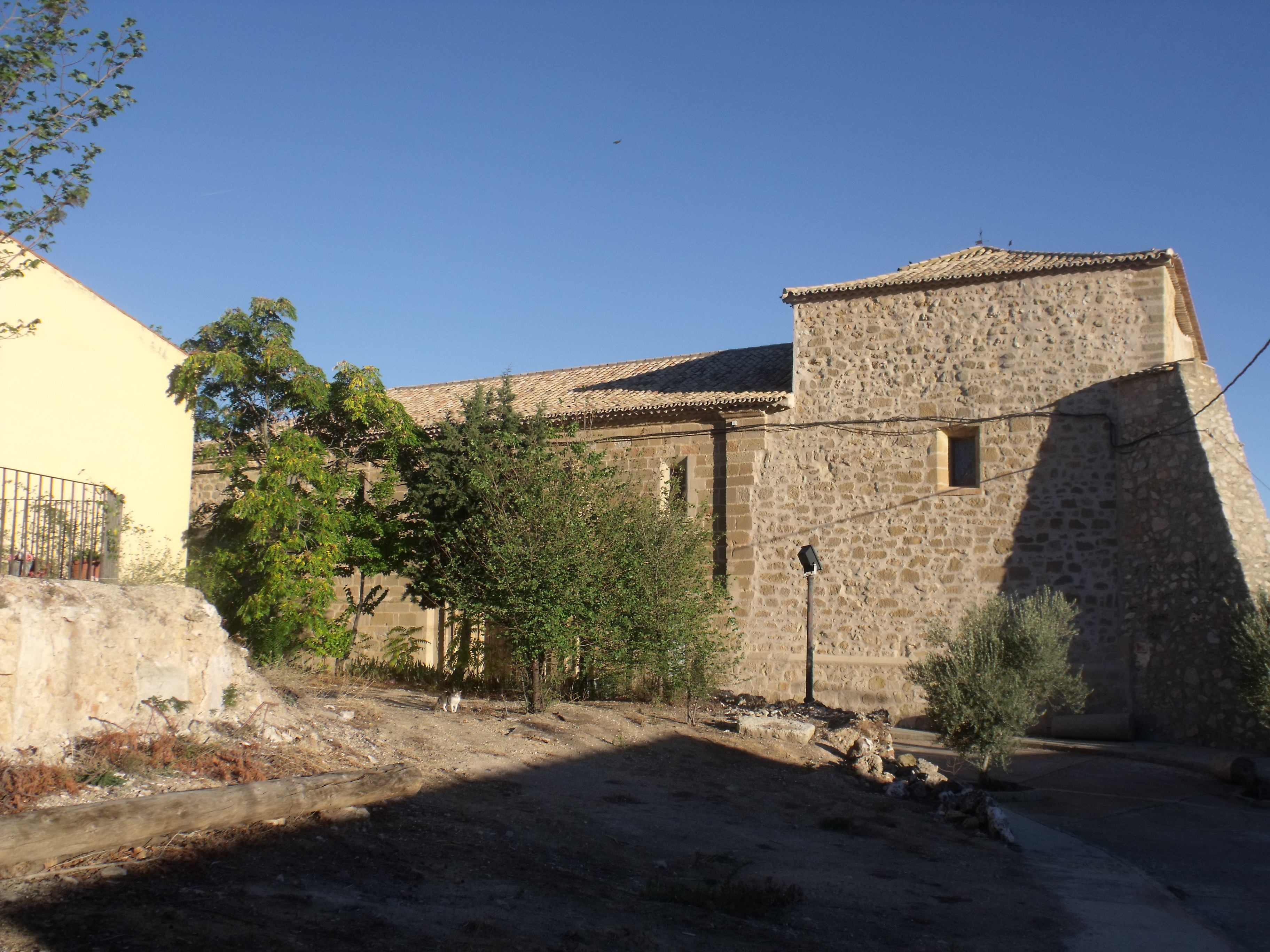
Església de Sant Pere ad Vincula
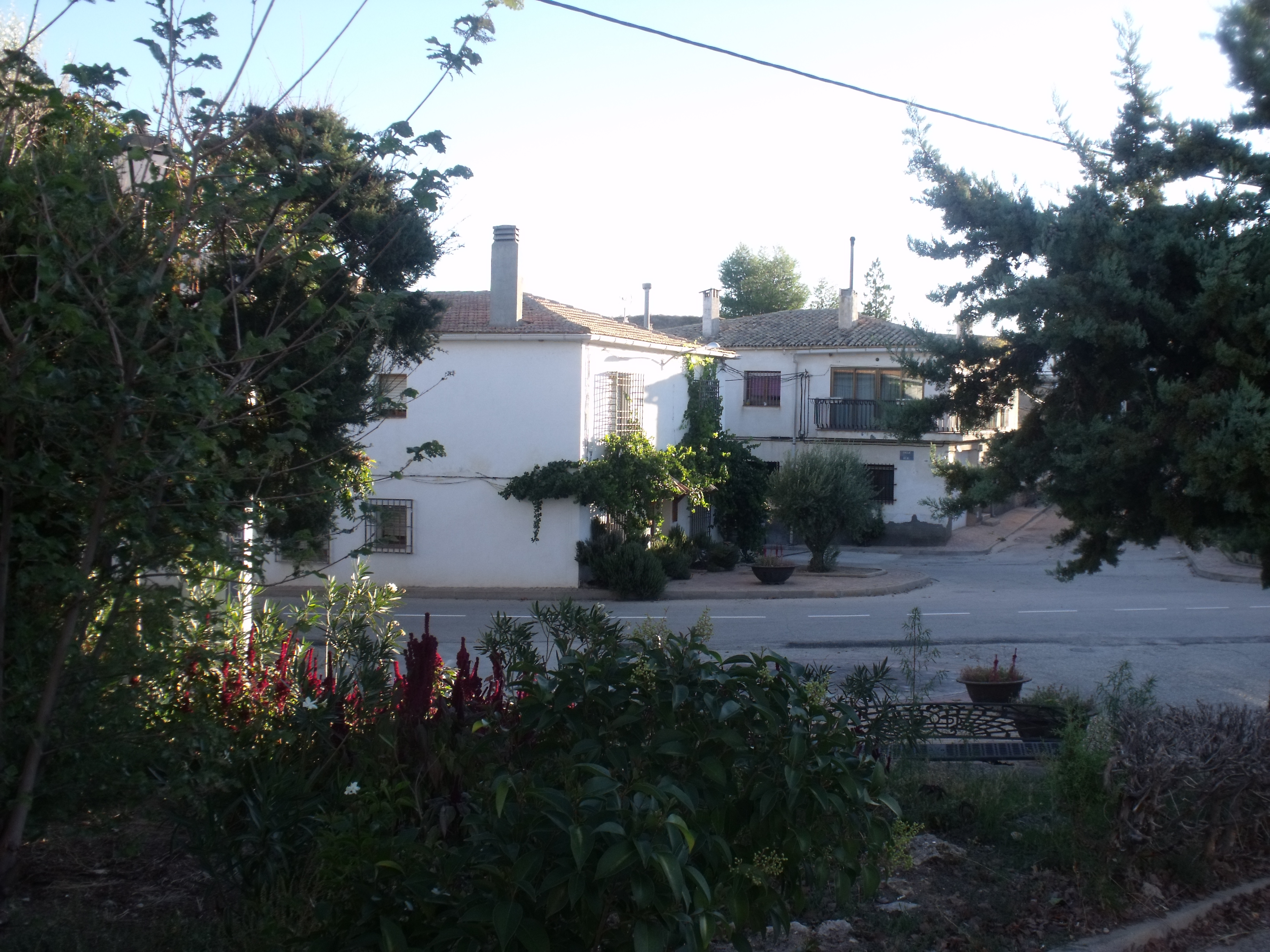
Plaça d'Espanya

La cultura gastronómica es basa en el típic receptari tradicional manxec: farinetes, samfaina, all arriero, caldereta...
Respecte a les festes patronals, se celebren a mitjans del mes d'agost, a més se celebra el dia 8 de setembre en honor de la Verge de Guadamejud, i el 15 de maig la festa de sant Isidre llaurador.